# 帕特里斯·埃夫拉
帕特里斯·拉蒂尔·埃夫拉（法語：Patrice Latyr Evra，發音：[patʁis ɛvʁa]；1981年5月15日—）出生於塞内加尔達喀爾，是一名法國已退役足球运动員，司職左後衛，也可客串左中場。

## 簡歷
埃夫拉的足球生涯开始于巴黎聖日耳曼的青訓队。1998年他加盟了意大利丙級球會馬薩拉，其後轉投另一家乙級球會，2000年重返法國轉會至法乙尼斯。他幸运地得到了法甲摩納哥教練迪甘斯的賞識，並於2002年加盟。2003年他協助摩納哥队贏得法國聯賽盃冠軍，翌年更帶領球會殺入歐洲聯賽冠軍盃決賽，可惜0比3大敗波圖屈居亞軍。埃夫拉因该赛季出色表现得以首次入選法國國家足球隊。
2006年1月10日埃夫拉以550萬英鎊加盟曼聯，簽約3年半，更於4日後对曼城时首發上陣，但表現並不理想，球隊1比3敗給對手。
隨著球队主力加比奧·軒斯的受傷，在2006/07年的賽季，埃夫拉得到了更多的正選上陣機會，他也成功令米凱爾·施維斯達成為替補。埃夫拉把握這些上陣機會證明他是一名速度與體能兼備的优秀左閘，只是其不足的制空能力一直备受诟病。在2006年11月球隊作客谢菲联的比赛中，他的失誤便令主隊以頭鎚入球首開紀錄。
2006年11月底曼聯對埃弗顿的聯賽賽事中，埃夫拉射入了他在曼聯的首个入球，協助球隊3比0大胜。
由於06/07年球季尾段曼聯受傷兵問題困擾，埃夫拉一度客串出任右後防一職，並於對羅馬的歐聯8強賽事於右路射入一球。埃夫拉此季出色表現，令阿根廷後衛加比奧·軒斯失去位置，最後轉會西甲球隊皇家馬德里。
2009/10年球季在加里·内维尔、傑斯和里奧·費迪南缺陣時，埃夫拉擔任球隊代隊長，更於2010年2月28日以隊長身份帶領球隊以2-1擊敗阿斯顿維拉贏取聯賽盃冠軍。
2011年2月21日，曼聯與艾夫拿續約至2013/14年球季尾。
埃夫拉是當時曼聯陣中四位以左腳爲主的主力球員之一（另外三位是雲佩斯、傑斯和贊奴沙）。
埃夫拉也是少數以助攻爲主的後防球員。因此近年進攻方面獲得稱讚，但防守方面則備受批評。2013-14賽季曼聯狀態低迷及接連輸掉弱旅都與艾夫拿脫不了關係。
2014年5月27日，曼聯與埃夫拉續約1年至2014/15年球季尾。
2014年7月21日，埃夫拉以120萬英鎊轉會費由曼聯轉投義甲球會尤文圖斯，合約為期兩年，另消息透露如尤文圖斯能取得2015/16年度欧洲冠军联赛資格，曼聯會多收30萬英鎊。
2017年1月25日，埃夫拉自由轉會至法甲球會馬賽，合約為期十八個月，同年11月10日，埃夫拉跟馬賽解除合約。2018年2月7日，埃夫拉自由轉會至英超韋斯咸，合約為期4個月。合約完結後，埃夫拉沒有跟韋斯咸續簽合約，重回自由身。
2019年7月30日，埃夫拉透過訪問確認結束20年球員生涯。

## 軼聞
- 艾夫拿的父親是外交官。[12]
- 艾夫拿遺傳了父親的語言天份，精通5種語言。[12]
- 艾夫拿共有25位兄弟姊妹。[12]
- 他在2011年10月15日於比賽中被路爾斯·蘇亞雷斯用種族歧視羞辱：（蘇亞雷斯同時也有比賽中咬人等不良球品）
他被蘇亞雷斯踢一腳，蘇亞雷斯表明會這麼做是「因為你是黑鬼（negro，西班牙語）」，當他感到生氣時，蘇亞雷斯還說：「我不跟黑鬼（暗指他）說話的」，並在此之後對話對他說不只10次黑鬼的用詞，之後蘇亞雷斯被禁賽8場（1個半月的賽程）及罰款4萬英鎊。
- 2017年11月2日，在欧洲联赛馬賽作客吉马良斯的比賽前熱身中，艾夫拿跟馬賽球迷發生衝突，意圖飛踢一位球迷的面部，被球證驅逐出場[13]。艾夫拿也成為欧洲联赛史上第一位在比賽前被被红牌罚下的球员[14]。欧足联決定艾夫拿禁止参加欧足联主办的赛事7个月，并被罚款1万欧元，马赛也因此跟埃夫拉提前解约[15]。

## 榮譽

### 球會
摩納哥
- 法國聯賽盃 (1)：2003年；

曼聯
- 英格兰足球超级联赛 (5)：2006–07賽季、2007–08賽季、2008–09賽季、2010–11賽季、2012–13賽季；
- 英格蘭聯賽盃 (3)：2005/06年、2008/09年、2009/10年；
- 英格蘭社區盾 (5)：2007年、2008年、2010年、2011年、2013年；
- 欧洲冠军联赛 (1)：2007/08年；
- 國際足協世界冠軍球會盃 (1)：2008年；

祖云达斯
- 意大利甲组超级联赛 (3): 2015年、2016年、2017年
- 意大利超级杯 (1):2015年
- 意大利杯 (3):2015年、2016年、2017年

個人 
- PFA年度英超最佳陣容 (2)：2006/07年、2008/09年；
- 國際職業足球員協會年度世界最佳十一人 (1)：2008/09年；
- 欧洲足联年度最佳阵容 (1)：2009年；

## 綜藝節目
- 2013年7月14日：SBS《Running Man》EP.154 with 雪莉、朴智星、珉豪（特別出演）、Xiumin（特別出演）

## 註腳
1. ↑  . 2007-10-23. （原始内容存档于2009-11-13）.
2. ↑  （英文）（页面存档备份，存于） （页面存档备份，存于）  （页面存档备份，存于）
3. ↑  （英文）（页面存档备份，存于） （页面存档备份，存于）  （页面存档备份，存于）
4. ↑  （英文）（页面存档备份，存于） （页面存档备份，存于）  （页面存档备份，存于）
5. ↑  （英文）（页面存档备份，存于） （页面存档备份，存于）  （页面存档备份，存于）
6. ↑  （英文）（页面存档备份，存于） （页面存档备份，存于）  （页面存档备份，存于）
7. ↑  （英文）（页面存档备份，存于） Archived 2016-07-26 at WebCite  （页面存档备份，存于）
8. ↑  . BBC Sport. 2010-02-28  [2010-03-02]. （原始内容存档于2012-11-05） （英语）.
9. ↑  . manutd.com. 2011-02-21  [2012-12-05]. （原始内容存档于2013-05-21） （英语）.
10. ↑  . BBC Sport. 2014-05-23  [2014-05-30]. （原始内容存档于2015-09-24） （英语）.
11. ↑  . BBC Sport. 2014-07-21  [2014-12-02]. （原始内容存档于2015-11-25） （英语）.
12. 1 2 3  曼聯專區. . 2014-11-18  [2014-11-22]. （原始内容存档于2021-01-23）.
13. ↑  RTHK. . 2017-11-09  [2017-11-03]. （原始内容存档于2017-11-09）.
14. ↑  新浪體育. . 2017-11-09  [2017-11-03]. （原始内容存档于2020-08-29）.
15. ↑  新浪體育. . 2017-11-10  [2017-11-10]. （原始内容存档于2021-01-23）.

## 外部連結
- 曼聯官網簡歷 （页面存档备份，存于）
- 帕特里斯·埃夫拉於法國聯賽統計資料
- 足球数据库：帕特里斯·埃夫拉的球员统计数据